# Lesbisches Aktionszentrum Westberlin
Das Lesbische Aktionszentrum Westberlin (LAZ) ging aus der Frauengruppe hervor, die sich 1972 innerhalb der Homosexuellen Aktion Westberlin (HAW) gegründet hatte. Diese Frauengruppe gab sich 1975 den Namen Lesbisches Aktionszentrum und zog in eine eigene Fabriketage in der Kulmer Straße 20a. Seit 1987 arbeitet dort die Lesbenberatung. Aktionen und Forderungen des Lesbischen Aktionszentrums in den 70er Jahren waren Anschub dafür, dass heute weite Teile der Gesellschaft eine aufgeschlossene Haltung gegenüber Lesben entwickeln konnten.

## Struktur
Das LAZ war basisdemokratisch und unabhängig von Parteien und staatlicher Finanzierung. Beteiligt an der Gründung war unter anderem Gisela Necker. Im wöchentlichen Plenum tauschten sich die Arbeitsgruppen aus, konnten Grundsatzdiskussionen ausgefochten und neue Frauen kennengelernt werden. Auch hier nutzten die Neuen die Selbsterfahrungsgruppen nach der Methode consciousness raising:
„Mit der Selbsterfahrung bekämpften die Aktivistinnen in den 1970er Jahren die eigenen, gegen Frauen gerichteten Vorurteile, den Selbst- und Frauenhass und die patriarchale Zuschreibung an weibliche Wohlanständigkeit.“

## Phasen politischer Entwicklung
Die Aktivistinnen waren zuerst vorwiegend berufstätige, dann zunehmend studierende Frauen und diese brachten die Ansprüche der Linken mit. So formulierte die HAW-Frauengruppe zu Beginn noch:
„Bisher haben auch wir uns nur in den einschlägigen Lokalen getroffen. Aber wir wissen alle, dass dort im Grunde jeder allein bleibt. […] Diesen Zustand der Angst, Isoliertheit und des Konkurrenzdenkens wollen wir beenden. […] Wir lassen uns nicht von der Umwelt, die von Vorurteilen und Tabus gegen alle Homosexuellen geprägt ist, in eine Subkultur drängen.“
Nach wenigen Monaten hieß es:
„Grundsätzlich wichtig ist es, den Zusammenhang zwischen Kapitalismus, Patriarchat – Unterdrückung der Frau, Familienideologie, Rollenzwang, Ignorieren der homosexuellen Frau – aufzudecken. […] Diese allgemeine Emanzipation kann sich aber nicht in einer Gesellschaft, in der Menschen über Menschen auf Grund der Profitmaximierung einiger Monopole herrschen, vollziehen.“
Gegen die Lesbenhetze der Springerpresse führte die Gruppe am 17. Februar 1973 ihre erste öffentliche Aktion durch und zwar gemeinsam mit dem Berliner Frauenzentrum. Diese Kooperation hielt an und gab der Diskussion im LAZ eine feministische Wende. Diese ist von Cristina Perincioli in Interviews dokumentiert. Eine der älteren Aktivistinnen formuliert es in der Rückschau so:
„Dass ich als Frau ganz schön unterdrückt bin, dazu hat mich später erst die Frauenbewegung sensibilisiert, nicht die Lesbenbewegung; dass es eine Zumutung ist, wenn mir Männer nachpfeifen. Zuvor hatte ich das als Schicksal hingenommen. Erst diese Sensibilisierung bewirkte, dass ich mich als Frau angenommen habe. Dass ich es gut fand, eine Frau zu sein, lernte ich erst Mitte vierzig. Ich erkannte, dass Männer schlechter dran sind wegen ihres Leistungsdrucks. Bis dahin hatte ich sie beneidet. Jetzt verstand ich, dass Leistung und Beruf nicht alles sind. Und ich lernte, von dieser aktiven Rolle runterzukommen, jener ‚Kessen Vater-Manier‘ (maskulines Auftreten). Das war ein ziemlicher Schritt in meinem Leben zu erkennen, dass ich durchaus eine feminine, weiche Seite an mir habe, die ich früher versteckt hatte, gerade auch im Sexuellen, und die konnte ich jetzt zulassen.“
Daraus entwickelte sich eine neue Radikalität, mit der sich Lesben von den heterosexuellen Feministinnen abhoben; sie postulierten: „Feminismus ist die Theorie, Lesbianismus die Praxis“. Schon durch ihre von Männern unabhängige Lebensweise leiste die „frauenidentifizierte Frau“ Widerstand gegen das Patriarchat.
„Danach bedeuteten heterosexuelle Beziehungen nicht nur eine Verbindung mit dem männlichen Unterdrücker, sondern auch eine enorme Umleitung der Energien von Frauen, die für die Stabilisierung von Männern und des Patriarchats und nicht für die Frauenbefreiung aufgewandt würden.“
Eine Frau aus dem Frauenzentrum erlebte es so:
„Von den Altlesben erfuhr ich vor allem Zuneigung, zu mir als Frau, sie lieben einfach Frauen und in dem Sinne lieben sie auch mich. Bei den Bewegungslesben dagegen erfuhren wir nur Abgrenzung: ‚Ich bin jetzt was Besseres als du!‘ Ich fühlte mich nicht gedrängt dazu, lesbisch zu werden, aber der Druck war vorhanden und führte zum Nachdenken: Wie stehst du zu Männern? Das war über Jahre virulent und hält bis heute an. Inzwischen baute ich Beziehungen auf zu Frauen, die so tief waren, wie ich bis heute nur einmal mit einem Mann kennengelernt habe.“
Eine Gruppe älterer Lesben zog sich 1974 in die Gruppe L74 zurück mit dem Wunsch nach „Aufhebung der Isolation, Gemeinschaft mit gleichaltrigen Lesben (außerhalb des Sub, d. h. Rotlicht-Bars für Lesbierinnen), Suche nach Freundinnen, Klärung der eigenen Identität und Hilfe bei Auseinandersetzungen mit der Gesellschaft.“ Die Gruppe gab „Unsere kleine Zeitung“ UkZ von 1975 bis 2001 heraus. Bekannte Mitglieder der Gruppe L74 waren Kitty Kuse – die Gründerin, Hilde Radusch und Ilse Kokula.

## Publikationen
Im Eigenverlag erschienen ab 1974 drei Publikationen:
- HAW-Frauengruppe (Hrsg.): Eine ist keine – gemeinsam sind wir stark. Dokumentation, Berlin 1974
- Unsere kleine Zeitung UkZ (1975–2001)[13]
- Lesbenpresse 1975–1982[14]
- 1976–1984 betrieben Frauen aus dem LAZ den Amazonenverlag[15] – der erste Verlag in Europa mit hauptsächlich lesbischer Literatur.
- 1974–1987 führte Regina Krause – Mitglied im LAZ – den Frauenbuchvertrieb. Viele wichtige englische und französische Texte wurden übersetzt und dank dieses frühen Vertriebs zügig in die feministische Bewegung eingespeist, darunter „Frauenliebe“, „Nationalität lesbisch“, ebenso die frühen Bücher aus dem Frauenselbstverlag des Frauenzentrum Berlin, wie „Hexengeflüster“ und „Frauenstaat – Männerstaat“.

## Öffentlichkeitsarbeit
Die Berliner Lesbengruppe vermittelte der Öffentlichkeit ihre Anliegen durch tabubrechende Aktionen wie
- Kiss-In vor Kaufhäusern 1. Mai 1973[16],
- Feuer auf dem Berliner Wittenbergplatz[17],
- Organisation von Frauenrockfeten ausschließlich für Frauen[18] und
- Coming-out in einer Fernsehdokumentation zur besten Sendezeit.[19]

Während der Sendung wurde die Postadresse der Gruppe eingeblendet, mit der Folge, dass sich in Westdeutschland weitere Gruppen bilden konnten.
„Wir bekamen Wäschekörbe voller Post – die wir beantworteten, indem wir von Berlin aus Gruppen in Westdeutschland initiierten: Wir fragten: ‚Bist du bereit, Kontaktfrau zu sein?‘ und dann haben wir die in der Nähe Wohnenden dieser Frau zugeordnet […] so konnten diese sich in ihren Städten treffen. Diese Korrespondenz – damals ohne PC – fand in unserer Einzimmer-Wohnung statt, die Kisten voller Briefe unterm Bett. Eine ganz elementare Arbeit. Mit diesen neuen Gruppen in Westdeutschland waren wir dann auch im steten Kontakt und bei jedem Pfingsttreffen kamen mehr.“
- Pfingsttreffen – später Lesben-Frühlings-Treffen (LFT) genannt:

1972–1978 organisierten Frauen der HAW resp. des LAZ bundesweite Treffen der Lesbengruppen in Berlin; ab 1979 luden Gruppen in Westdeutschland, später in Rostock 2001, Leipzig 2006, Dresden 2008 ein.
- 1974 mobilisierte der Mordprozess gegen Marion Ihns und Judy Andersen Lesbengruppen und Frauenzentren in ganz Westdeutschland. Viele Flugblätter reflektierten die Leidensgeschichte, die dabei zu Tage trat.[21]

Die Stiftung „FrauenMediaTurm“ formuliert dazu auf ihrer Website:
„Beide Frauen werden für den Auftragsmord am Ehemann von Marion Ihns zu lebenslänglich verurteilt. Die Geschichte der Frauen – die Vergewaltigung beider in der Kindheit, die Misshandlungen von Marion Ihns durch ihren Ehemann – finden bei dem Urteil keine Berücksichtigung. […] Gegen die reißerische und diffamierende Berichterstattung protestieren die Frauengruppen mitten im Gerichtssaal und auch – erstmals in der deutschen Mediengeschichte – 136 Journalistinnen und 36 Journalisten beim Deutschen Presserat. Der spricht eine Rüge aus.“